# Łukasz Dziemidok
Łukasz Dziemidok (ur. 20 lipca 1980 we Wrocławiu) – polski aktor teatralny, telewizyjny i filmowy.

## Życiorys
W 1999 ukończył IX Liceum Ogólnokształcące im. Juliusza Słowackiego we Wrocławiu. W 2004 ukończył Państwową Wyższą Szkołę Teatralną we Wrocławiu. 
W latach 2000–2003 był aktorem wrocławskiej Grupy Artystycznej Ad Spectotores. W 2003 za rolę Gońca w przedstawieniu Po deszczu Sergi Belbela otrzymał wyróżnienie ufundowane przez Marszałka Województwa Łódzkiego na 21. Festiwalu Szkół Teatralnych w Łodzi. Występował w teatrach wrocławskich: K2 (2003–2004) i Współczesnym im. Edmunda Wiercińskiego (2004–2005) oraz Powszechnym im. Jana Kochanowskiego w Radomiu, gdzie zagrał w dwóch spektaklach szekspirowskich: Romeo i Julia (od sezonu 2004/2005) jako Parys i Burza (2006) w roli Ferdynanda. Zagrał w Teatrze Telewizji w dwóch spektaklach: Obrona (2003) i Pseudonim Anoda (2008) jako Jan Rodowicz „Anoda”.
Telewizyjną rozpoznawalność przyniosła mu rola Adama Koneckiego, partnera Aleksandry Lubicz (Kaja Paschalska) w telenoweli TVP1 Klan. Wystąpił także w serialach Polsatu: Świat według Kiepskich (2003), Fala zbrodni (2004, 2005), Pensjonat pod Różą (2004–2006) i Pierwsza miłość jako „Laluś”, kolega Kingi (2005) i Amerykanin polskiego pochodzenia Patryk Skalsky (2007).
Jego pasją są sporty motorowem startuje w rajdach samochodowych. Wygrał polskie eliminacje konkursu Marlboro na kierowcę rajdowego-amatora. Uprawia także windsurfing, gra w tenisa, jeździ na nartach i snowboardzie.
Uczestniczył w czwartej edycji programu rozrywkowego Polsatu Jak oni śpiewają.

## Filmografia

### Seriale
- 2017: Ojciec Mateusz jako Arek Bieniek (odc. 219)
- 2016: O mnie się nie martw jako policjant Paweł (odc. 45)
- 2016: Policjantki i policjanci jako Michał Wroński, sąsiad Oli Wysockiej (odc. 199-234)
- 2014: Komisarz Alex jako Maks Targowski (odc. 62)
- 2012: Reguły gry jako gość (odc. 11)
- 2011: Ludzie Chudego jako chłopak (odc. 15)
- 2011: Ojciec Mateusz jako Cyprian (odc. 85)
- 2011: Wiadomości z drugiej ręki jako Kuba
- 2009: Przystań jako Robert (odc. 11)
- 2008–2009: Tylko miłość Jurek, szef Kuby i Doroty
- 2008: Teraz albo nigdy! jako rowerzysta (odc. 16)
- 2008: Małgosia contra Małgosia jako chłopak Małgosi
- 2007–2011: Pierwsza miłość jako
  - Patryk Skalsky
  - „Laluś”
- 2006: Ale się kręci! jako inspicjent Michał Górecki
- 2007–2008: Klan jako Adam Konecki, narzeczony Oli Lubicz
- 2004–2005: Pierwsza miłość jako Patryk Skalsky
- 2005: Fala zbrodni jako Kornel Warczyn, syn przywódcy sekty (odc. 44)
- 2004: Fala zbrodni jako Chłopak (odc. 11)
- 2004: Świat według Kiepskich jako uczeń (odc. 184)
- 2003: Na Wspólnej jako Radek
- 2003: Świat według Kiepskich jako Kowboj (odc. 153)
- 2002: Gorący Temat jako Andrzej, syn Musiała